# Heinz Rühmann
Heinz Rühmann, původním jménem Heinrich Wilhelm Rühmann (7. března 1902 Essen – 3. října 1994 Berg) byl německý filmový herec, režisér a producent.

## Životopis
Narodil se v rodině restauratéra v Essenu, od roku 1916 žil v Mnichově. S herectvím začínal v Lobeho divadle ve Vratislavi. V prvním filmu hrál v roce 1926, velký úspěch mu přinesla hudební komedie Tři mládenci od benzínu (1930). Patřil k největším filmovým hvězdám Třetí říše, i když se vyhýbal účasti v nacistické propagandě a obě jeho manželky měly židovské předky. Ve filmu Svěřuji ti svou ženu (1943) byla jeho partnerkou Adina Mandlová.
Po válce hrál Wilhelma Voigta ve filmu Helmuta Käutnera Hejtman z Kopníku a Švejka v adaptaci Haškova románu, kterou natočil Axel von Ambesser. Výraznou roli policejního vyšetřovatele ztvárnil ve filmu Stalo se za bílého dne. Objevil se také v hollywoodském blockbusteru Loď bláznů, který režíroval Stanley Kramer. Dvanáctkrát získal cenu Bambi. Jeho poslední rolí byl Konrad ve filmu Wima Wenderse Tak daleko, tak blízko! (1993).
Jeho nejvýznamnějším režisérskou prací byla komedie Lauter Lügen (1938), v níž hrála hlavní roli jeho druhá žena Hertha Feilerová.
Rühmannovým koníčkem bylo létání, přátelil se s Ernstem Udetem. Napsal autobiografii Das war's. Erinnerungen. Posmrtně získal cenu Zlatá kamera jako nejlepší německý herec dvacátého století, v anketě Naši nejlepší se umístil jako čtyřicátý.
Jeho syn Heinzpeter Rühmann je profesorem na strojírenské fakultě Mnichovské univerzity.